# Мурри, Аугусто
Аугу́сто Му́рри (итал. Augusto Murri; 8 сентября 1841, Фермо — 11 ноября 1932, Болонья) — итальянский учёный, медик, один из наиболее выдающихся клинических врачей и новаторов своего времени в патологической анатомии, гистологии, микробиологии и экспериментальной патологической физиологии. Профессор Болонского университета в 1877—1916 годах, ректор Болонского университета (1891), депутат итальянского парламента (1891), член Высшего совета по вопросам образования Италии. Философ-позитивист.

## Биография
До 1864 года изучал медицину в университетах Камерино и Флоренции. Позже проходил специализацию в университетах Парижа, Берлина и Вены.
Вернувшись в Италию, работал врачом в Сан-Северино, Чивитавеккья и Фабриано.
В 1871 году — ассистент профессора клинической медицины Болонского университета. Пять лет спустя стал преподавать в том же университете. Профессор в 1877—1916 годах.

## Научная деятельность
А. Мурри предложил использование физиопатических методов в лечении ряда заболеваний, в том числе онкологических.
Занимался причинами возникновения и лечения гемоглобинурии, лихорадки, поражений мозга и мозжечка, явлений периодического дыхания Чейн-Стокса, болезни Аддисона (Гипокортицизма).
Выдвинутые им идеи ставят его в ряд с Клодом Бернаром и другими выдающимися методологами медицинской науки.
Представитель итальянского позитивизма.
Пользовался широкой международной известностью в качестве талантливого диагноста. Труды Аугусто Мурри, его педагогическая деятельность принесли ему известность и признание. Он стал ректором Болонского университета и в 1891 году избран депутатом итальянского парламента, а затем членом Высшего совета по вопросам образования Италии.
Член римской масонской ложи «Масонская пропаганда» № 2.

## Цитаты из трудов Аугусто Мурри
«Нет двух или многих методов достижения истины, метод один. Человеческие болезни составляют естественный факт, и, желая познать его, мы должны встать на путь, ведущий к истине».

«Изобретательство и спекуляции суть первые качества человеческого духа, также и в науках… Поскольку мы не в состоянии вынудить природу говорить начистоту, остается строить всевозможные гипотезы. Наше воображение не столь плодовито, как природа, артистически комбинирующая феномены».

«Сила воображения должна сочетаться со строжайшей критикой гипотез»…кажущееся истинным на деле может оказаться ложным".

«Наш разум, — вовсе не непогрешимый генератор света. Возможно, странно, но именно мы, рационалисты, остерегаемся доверять ему. Кажется, именно он диктует принцип, согласно которому претензия никогда не ошибаться есть идея сумасшедших. Или же мы настолько обожаем разум и верим, что только он может дать знание?» Человека, который не ошибается, не существует. Что особенно важно, так это уметь учиться на ошибках. Только глупцы и полубоги, считающие себя неуязвимыми, принимают критику в штыки. На самом деле, если критика не самый высокий, то самый необходимый дар духа, ибо она — действенная профилактика ошибки. Презирать критику, как если бы её не было, могут только гении. Но кто любит истину, «эту богиню всех благородных душ, никогда не променяет спор на ссору, ибо дорога к истине предполагает элиминацию ошибки. Каждый день исправляет ошибку, каждый день улучшает истину, научая лучше вникать в то, что мы собираемся сделать».— "Четыре урока и одна экспертиза" (1905)

«Ошибка — слово, наводящее страх. Ошибаться — как? За свой счет? Ценой жизни? Восхищение так естественно, но обвинение так тяжко! Либо рисковать ошибиться, либо отказаться от выгод познания — другой дороги нет».

«В медицине, как и в жизни, нужно предпонимание, одно, но неустранимое предположение, что все, кажущееся верным, может быть ложным. Следует взять за постоянное правило критиковать всё и вся. Первейшее правило: прежде чем принять, спроси себя: почему я должен этому верить?»

## Память
- В честь А. Мурри над входом в бывшую больницу Сан-Джакомо в Риме были выбиты его слова: «Если вы можете лечить — лечите, если не можете лечить — успокойтесь, если вы не можете успокоиться — расслабьтесь».
- Именем Аугусто Мурри названа набережная в курортном городе Римини и улицы в Фаэнца, Торре-Сан-Патрицио и других городах Италии.